# Nixéville-Blercourt
Nixéville-Blercourt är en kommun i departementet Meuse i regionen Grand Est (tidigare regionen Lorraine) i nordöstra Frankrike. Kommunen ligger i kantonen Souilly som tillhör arrondissementet Verdun. År 2022 hade Nixéville-Blercourt 502 invånare.

## Befolkningsutveckling
Antalet invånare i kommunen Nixéville-Blercourt
| Referens: INSEE |